# بزرگراه آیت‌الله هاشمی رفسنجانی (مشهد)
بزرگراه آیت‌الله هاشمی رفسنجانی (با نام سابق میثاق) که به افتخار علی‌اکبر هاشمی رفسنجانی نام‌گذاری شده است، بزرگراهی تازه تأسیس که منطقه ۱۰ (شهرک غرب) را از منطقه ۱۲ (الهیه) جدا می‌کند و بزرگراه پیامبر اعظم را به تقاطع آزادگان متصل می‌کند. طول این بزرگراه ۷ کیلومتر می‌باشد و از بزرگراه‌های غربی مشهد به حساب می‌آید. میثاق متشکل از ۲ باند اصلی و ۲ باند کنارگذر می‌باشد و در مجموع ۱۲ لاین دارد.